# Font Bureau
The Font Bureau Inc. ist ein Hersteller digitaler Schriften mit Sitz in Boston, Massachusetts, USA. 
Das Schriftenhaus ist mit führend auf dem Gebiet der Schriftgestaltung für Magazine und Zeitungsverlage.

## Profil
Font Bureau wurde 1989 von Roger Black, einem bekannten Publikationsdesigner, und David Berlow, einem renommierten Schriftgestalter, gegründet. Zu den Kunden zählen The New York Times Magazine, Newsweek, Esquire Magazine, Rolling Stone und das Wall Street Journal. Neben Black und Berlow arbeiten und arbeiteten auch weitere bekannte Schriftgestalter für The Font Bureau, so z. B. Matthew Carter, Tobias Frere-Jones, Cyrus Highsmith, Christian Schwartz und Petr van Blokland. Vom Ausrichtungsschwerpunkt her liegt der Schwerpunkt des Labels vor allem auf modernisierten sowie weiter ausgebauten Neuauflagen von Satzschriften aus dem klassischen Fundus US-amerikanischer Schriftgießereien und Typedesigner – darunter Schriften von Morris Fuller Benton, Robert Hunter Middleton und anderen. Eine erfolgreiche Schrift der Foundry ist vor allem die Interstate – eine Serifenlose, deren Zeichengestaltung sich an der Beschilderung US-amerikanischer Highways orientiert.